# Mimopydna bansai
Mimopydna bansai är en fjärilsart som beskrevs av Felix Bryk 1942. Mimopydna bansai ingår i släktet Mimopydna och familjen tandspinnare. Inga underarter finns listade i Catalogue of Life.